# Ресурсное проклятие
Ресу́рсное прокля́тие (англ. resource curse), сырьево́е прокля́тие, парадо́кс изоби́лия (paradox of plenty) — понятие в экономической теории, связанное с тем, что некоторые страны, обладающие значительными запасами природных ресурсов, являются, как часто считается, менее экономически развитыми, нежели страны с небольшими их запасами или с запасами, которые вообще отсутствуют.

## История возникновения понятия
Термин «проклятие ресурсов» был впервые использован Ричардом Аути в 1993 году для описания ситуации, при которой страны, богатые природными ресурсами, были не в состоянии использовать это богатство для развития своей экономики и, вопреки интуиции, имели более низкий экономический рост, нежели страны, располагающие меньшими природными ресурсами.
Однако мысль о том, что природные ресурсы могут быть, скорее, проклятием страны, нежели преимуществом, начала зарождаться ещё в 80-е годы XX века. В различных исследованиях, включая известную работу Дж. Сакса и A. Уорнера, прослеживалась взаимосвязь между изобилием природных ресурсов и слабым экономическим развитием страны.
Одним из самых ярких примеров оторванности ресурсного изобилия от экономического роста являются нефтедобывающие страны. Так, в период 1965—1998 гг. прирост ВНП на душу населения в странах ОПЕК снизился в среднем до 1,3 %, тогда как в остальных развивающихся странах он составлял в среднем 2,2 %.
Некоторые авторы утверждают, что приток финансов, связанный с иностранной помощью, может оказывать на экономику воздействие, аналогичное проклятию ресурсов.

## Критика
Многие государства, имеющие значительные запасы природных ресурсов, могут достигать высокого уровня благосостояния и индустриального прогресса. К таким можно отнести США (одна из самых богатых плодородными почвами и полезными ископаемыми территорий), Канаду, Австралию, в меньшей степени Испанию (большинство видов полезных ископаемых, благоприятные сельскохозяйственные условия на части территории), некоторые страны Персидского залива, Малайзию, Бруней, Норвегию (нефть, газ, в Норвегии также богатейшие источники гидроэнергии).
В частности, Эрик Райнерт в своей известной работе «Как богатые страны стали богатыми и почему бедные страны остаются бедными» указывает, что порочный круг бедности стран, даже обладающих богатыми ресурсами, связан не с самими ресурсами, а c концентрацией на монопроизводстве в отраслях с убывающей отдачей и со злоупотреблением теорией сравнительных преимуществ.

## Отрицательные эффекты и причины

### Конфликты
Природные ресурсы могут провоцировать конфликты в обществе, при которых различные группы и фракции борются за возможность распоряжения ими (рентоориентированное поведение).
Иногда этот конфликт проявляется открыто, как сепаратистский конфликт в регионах, где добываются эти ресурсы (например, такой, как в нефтедобывающей провинции Кабинда в Анголе), однако чаще они принимают скрытые формы, такие, как борьба между министерствами или департаментами за доступ к бюджетным средствам, что приводит к снижению эффективности государственного управления в целом.
Выделяют следующие основные типы взаимосвязи между природными ресурсами и вооружёнными конфликтами. Во-первых, эффекты проклятия ресурсов подрывают качество государственного управления, повышая тем самым уязвимость государства для конфликтов, вызванных другими факторами. Во-вторых, конфликты могут возникать непосредственно вокруг контроля и использования ресурсов, а также распределения поступлений от их добычи. В-третьих, доступ к доходам от ресурсов одной из участвующих в конфликте сторон способствует продолжению конфликтов.
В научных исследованиях широко цитируется тот факт, что для типичной страны, доля экспорта первичных ресурсов которой составляет порядка 25 % ВВП, вероятность возникновения конфликта составляет 33 %, а при доле экспорта 5 % ВВП — снижается до 6 %.

### Налогообложение
В стандартной ситуации, когда общество не является ресурсозависимым, правительство облагает налогами граждан, которые, в свою очередь, требуют эффективного и ответственного управления. Это взаимодействие стало своеобразной формой «общественного договора» между правительством и гражданами. В странах, экономика которых основана на природных ресурсах, правительство не имеет необходимости облагать налогами своих граждан, так как оно имеет гарантированный источник дохода от добычи природных ресурсов. В этих условиях общественный договор нарушается, так как правительство не чувствует себя связанным обязательствами эффективно управлять государством. Более того, часть общества, получающая доход от добычи ресурсов, может считать эффективные государственные институты и гражданское общество угрозами своему благосостоянию и намеренно подрывать их формирование.
В результате этого государство плохо выполняет свои прямые обязанности и может препятствовать формированию гражданских обществ, используя для этого доходы от природных ресурсов. Страны, экономика которых зависит от природных ресурсов, имеют тенденцию быть более тоталитарными, коррумпированными и плохо управляемыми.

### Голландская болезнь
Голландская болезнь представляет собой экономическое явление, при котором большие доходы от экспорта природных ресурсов оказывают негативное воздействие на развитие других секторов экономики, повышая номинальный и реальный обменные курсы национальной валюты, а также заработную плату в добывающих отраслях.
Повышение обменного курса и заработной платы приводит к снижению конкурентоспособности на мировых рынках других отраслей, работающих на экспорт, прежде всего, сельскохозяйственного и обрабатывающего.
Кроме того, увеличение бюджетных доходов, связанное с экспортом ресурсов, часто влечёт за собой повышение государственных расходов (на здравоохранение, оборону и др.), что приводит к дальнейшему повышению реального обменного курса и заработной платы.
Результирующий спад в обрабатывающих секторах и, как следствие, ещё большая зависимость от природных ресурсов, делает экономику чрезвычайно уязвимой для неблагоприятных изменений на рынках природных ресурсов.

### Колебания доходов
Цены мирового рынка на природные ресурсы подвержены значительным колебаниям. Так, цена барреля сырой нефти выросла с 10 $ в 1998—1999 гг. до более чем 140 $ в 2008 г., а в начале 2009 г. упала до 50 $.
Если доход государственного бюджета формируется в основном за счёт экспорта природных ресурсов (например, согласно данным МВФ, 99,7 % экспорта Анголы в 2005 году составляли нефть и алмазы), эти колебания вносят хаос в государственные расходы. Связанные с этим резкие изменения экономического климата в стране приводят к массовым нарушениям контрактов, подрывая стабильность экономики.

### Избыточные заимствования
Так как правительство ожидает значительных поступлений в будущем, оно начинает аккумулировать задолженность, даже при наличии доходов от природных ресурсов. Это поведение поощряется, так как укрепление реального обменного курса, связанное с притоком капитала в страну или голландской болезнью, приводит к снижению процентных платежей. Природные ресурсы страны используются как залог, увеличивая размер возможного кредита.
Однако при снижении цен ресурсов на мировых рынках и падении реального обменного курса у правительства оказывается меньше средств для выплаты более дорогого долга. Например, ряд богатых нефтью стран, такие, как Нигерия и Венесуэла, демонстрировали быстрый рост внешних заимствований во время нефтяного бума 70-х годов XX века. Однако когда цены на нефть стали снижаться в 80-е годы, банки прекратили дальнейшую выдачу им займов, что привело к невозможности правительств расплатиться по текущему долгу и его разрастанию за счёт штрафных санкций.

### Коррупция
В богатых природными ресурсами странах часто наиболее простым способом удержания власти является перераспределение богатств в пользу определённых привилегированных секторов, нежели проведение сбалансированной, ориентированной на рост экономической политики и формирование чётких правил игры. Гигантские доходы от природных ресурсов подпитывают эту политическую коррупцию. Правительство в этой ситуации испытывает меньшую потребность в формировании институциональной структуры, регулирующей экономику страны вне добывающего сектора, в результате чего остальные сектора начинают существенно отставать в развитии.

### Недостаток диверсификации
Развитие экономической диверсификации может замедляться или приостанавливаться в связи с временной высокой доходностью добычи природных ресурсов. Предпринимаемые попытки диверсификации при этом часто представляют глобальные общественные проекты, которые могут неправильно планироваться и плохо управляться, вновь сводясь к перераспределению ресурсов.
Даже в ситуациях, когда власти пытаются диверсифицировать экономику, они сталкиваются со значительными трудностями в связи с тем, что добывающий сектор более рентабелен, нежели любой другой.
В связи с этим зависимость стран-экспортёров ресурсов от добывающего сектора растёт с течением времени. Несмотря на то, что данный сектор даёт большие поступления, он обеспечивает сравнительно мало рабочих мест и часто функционирует как изолированный анклав, имея незначительные связи с остальными секторами экономики.

### Человеческий капитал
Во многих бедных странах заработная плата в добывающей промышленности во много раз превышает зарплату в других секторах экономики. Это привлекает в неё наиболее талантливых людей из частного и государственного сектора, негативно влияя на последние, так как лишает их наиболее квалифицированного персонала.
Другим возможным эффектом проклятия ресурсов является вытеснение из страны человеческого капитала. Государства, полагающиеся на экспорт природных ресурсов, могут пренебрегать развитием образования, так как они не испытывают в нём немедленной необходимости. Напротив, страны, бедные ресурсами, например, Тайвань, Сингапур и Южная Корея, прикладывают большие усилия для развития образования, что являлось одной из составляющих их экономического успеха (см. Восточно-азиатские тигры).
Этот вывод оспаривается некоторыми исследователями. Так, в одной работе доказывается, что природные ресурсы генерируют сравнительно легко облагаемые налогами ренты, которые чаще используются для развития образования.